# Кутаїський державний історичний музей
Кутаїський державний історичний музей імені Ніко Брдзенішвілі — найбільший в Імеретії історичний музей, розташований в Кутаїсі і є другим після Тбіліського державного музею історичним музеєм Грузії.

## Історія
Перші колекції Кутаїського історико-етнографічного музею розміщувалися в будинку керуючого музеєм Григола Гвелесіані, а пізніше були перенесені до будівлі Кутаїського університету. Першим директором став Трифон Джапарідзе.
Музей було створено в 1921 році і був розміщений у триповерховій будівлі на розі вулиць Церетелі та Пушкіна, побудованій в Кутаїсі в 1894—1896 роках для Національного банку Грузії .
У 2005 році реконструйований зал «Золоті скарби», а з 2006 року розпочато повна реконструкція будівлі в зв'язку з чим загальна площа приміщень відкритих для відвідування туристами становить 802 м², площа експозицій — 365 м², приміщення для тимчасових виставок — 69 м², площа сховища — 1840 м², реставраційне приміщенням — 24 м², музейний магазин — 25 м².
Музей видає щомісячний журнал «Khidi» («Міст»), а також газету «Музейні новини». Також були видані збірки — «Кутаїська археологія», «Про що говорять музейні експонати», «Скарбниця Гелаті», «Церковна скарбниця Грузії», «Історія виробництва карбованої посуду», «Опис музейних письменностей Кутаїсі», "Матеріали античного періоду з Кутаїського музею "та інші видання.

## Фонди

Моцаметське Євангеліє XII століття

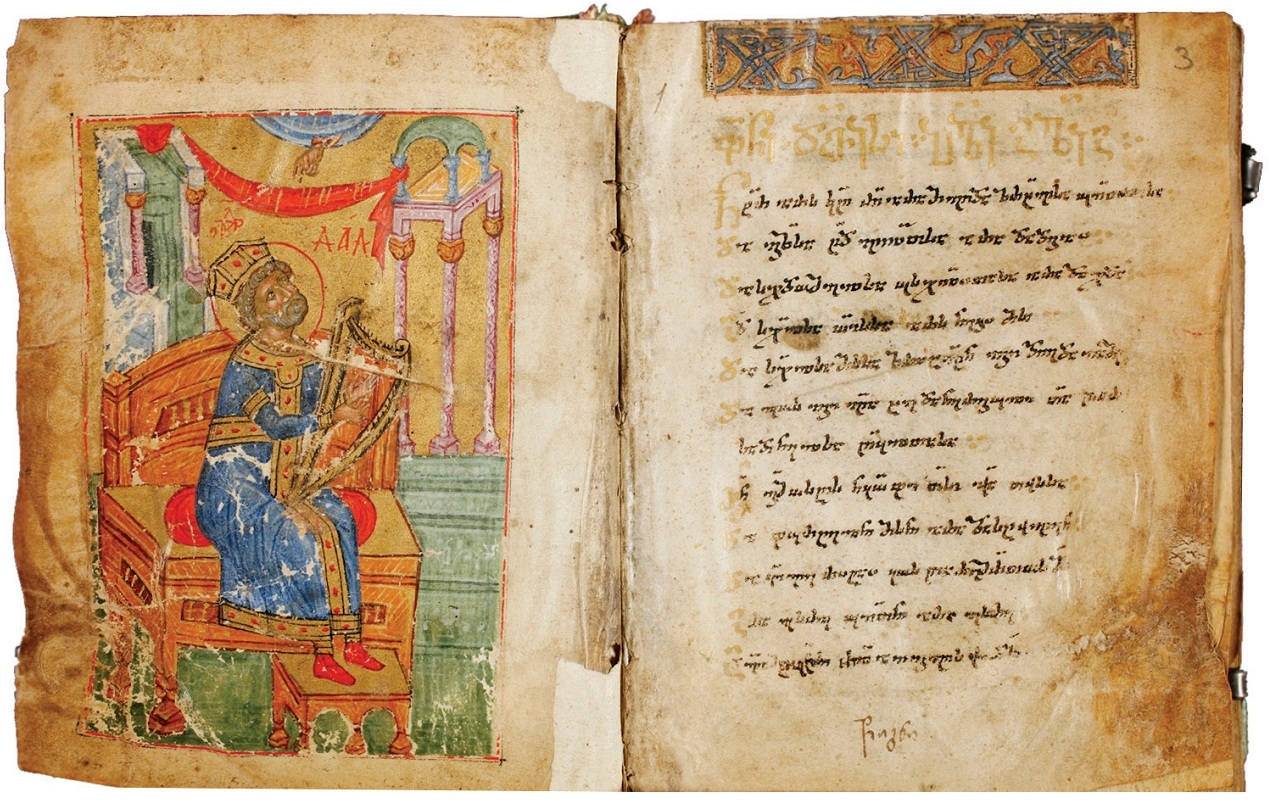
«Золоте Євангеліє» 1502 року

Фонди музею нині складають 190 998 експонатів, а в експозиції представлені предмети історії, починаючи з кам'яного і бронзового століття — результати роботи археологічних експедицій практично всією західною Грузією, а також значні колекції античності і раннього середньовіччя.
Унікальні бронзова скульптура чоловіки, знайдена поблизу села Ферсаті, жіноча бронзова скульптура з Гегуті. З нумізматичної колекції виділяється унікум V століття — срібна колхідська дідрахма. Також представлені колхідські драхми VI—III століття до н. е., золотий статер із зображенням Александра Македонського, Георгія III, цариці Тамари, монети Георгія Блискучого .
У музейній скарбниці зберігаються карбовані роботи середніх віків: срібна ставротека і письменниця (X століття), зображення Різдва та Воскресіння Христового, лорфіни (XI століття з Шлропана і Моцамета). Ікона Христа з Моцамета (XI—XII століття), предмети із золота XVII—XVIII століть. У фонді рукописів знаходяться 800 книг, головним чином із західної Грузії: Євангеліє (початок XI століття), агіографічний збірник п'ятитомник Іоанна Ксілофіліоніса перекладений грузинською мовою (XI століття), переклад Еквтіме Атонеліселі егзегетичених робіт Іоанна Златоуста, переписані для монастиря Кацхі Габріелем Котаїєю.
У музеї зберігаються 8 рукописів «Витязя в тигровій шкурі» ; рукописи Сулхан-Саба Орбеліані і твір Вахтанга VI .
У музеї зберігаються особисті архіви і автографи Кирила Лорткіпанідзе, Георгія Здановича, Олександра Гарсеванішвілі, Дмитра Назарішвілі, Давида Месхі, Трифона Джапарідзе та інших. Також зберігаються архіви монастирів Гелати і Моцамета, канцелярії Кутаїської єпархії, грузинської гімназії, Кутаїського етнографічного товариства, ради виробників чорного каменю Чіатури та інші архіви. У музейній бібліотеці знаходиться більше 40 тисяч книг.